# Miguel II Comneno Ducas
Miguel II Comneno Ducas (em grego: Μιχαήλ Β΄ Κομνηνός Δούκας; romaniz.: Mikhaēl II Komnēnos Doukas), chamado geralmente de "Miguel Ângelo" nas fontes, foi, de 1230 até sua morte em 1266/8, monarca do Despotado do Epiro, que incluía a região do Epiro no noroeste da Grécia, a parte ocidental da Macedônia grega e da Tessália, e a porção ocidental da Grécia para o sul até Naupacto.

## Vida
Miguel era um filho ilegítimo de Miguel I Comneno Ducas de Epiro e tinha se exilado depois do assassinato de seu pai em 1215. Depois da derrota e captura de seu tio Teodoro Comneno Ducas por João Asen II da Bulgária na Batalha de Klokotnitsa, retornou para o Epiro e assumiu o trono. Não é totalmente claro se ele reconheceu a autoridade de seu tio Manuel Comneno Ducas de Salonica ou de João Asen II. Miguel assegurou o apoio da nobreza local casando-se com Teodora Petralifena e estabelecendo uma relação muito próxima com o Império de Niceia. Em 1241, Miguel sucedeu ao tio Manuel como monarca da Tessália. Em 1238, Miguel recebeu uma visita do patriarca exilado Germano II de Constantinopla e, em 1249, recebeu o título de déspota do imperador João III Ducas Vatatzes.
As relações de Miguel com Niceia asseguraram sua neutralidade durante o conflito no qual João III conquistou Salonica e avançou pelo norte da Grécia em 1244. Porém, quando foi forçado a entregar Dirráquio e a cidade de Sérvia aos nicenos em 1256, Miguel se decidiu por expandir seus domínios às custas deles. Porém, enquanto avançava em direção a Salonica, o rei Manfredo da Sicília tomou Dirráquio e redondezas. Determinado a tomar Salonica, Miguel chegou num acordo com Manfredo e enviou sua filha para ser sua esposa, cedendo as cidades perdidas e a ilha de Corfu como dote. Na mesma época, firmou uma aliança com o príncipe Guilherme II de Vilearduin do Principado de Acaia.
As tropas dos três aliados invadiram o território niceno na Macedônia e, em 1259, se prepararam para enfrentar o exército niceno liderado por João Paleólogo, irmão do futuro imperador Miguel VIII Paleólogo, numa batalha na planície de Pelagônia. Apesar dos preparativos, a operação aliada foi comprometida por mútuas suspeitas e o filho ilegítimo de Miguel, João Ducas desertou para o inimigo enquanto o próprio Miguel abandonou a aliança. Os nicenos infligiram uma fragorosa derrota no príncipe Guilherme de Acaia, que foi capturado na batalha. Enquanto Miguel fugia para as ilhas Jônicas, os nicenos ocuparam Epiro, mas enfrentaram tanta resistência que tiveram que se retirar e Miguel conseguiu recuperar seus domínios com a ajuda de Manfredo. A guerra continuou, mas, depois de outra vitória bizantina em 1264, acabou sendo forçado a aceitar a suserania nominal de Miguel VIII e a aceitar o laço através de casamentos dinásticos. Quando Miguel II morreu em ou pouco antes de 1268, seus domínios foram divididos entre seus filhos Nicéforo I Comneno Ducas do Epiro e João I Ducas na Tessália.

## Família
De seu casamento com Teodora Petralifena (que depois seria conhecida como Santa Teodora de Arta), Miguel II teve diversos filhos, incluindo:
- Nicéforo I Comneno Ducas, que o sucedeu em Epiro.
- João Ducas.
- Demétrio (rebatizado de "Miguel") Comneno Ducas, casou-se com Ana Paleóloga, filha de Miguel VIII Paleólogo (r. 1259–1261) e, depois, com Ana Terter da Bulgária
- Helena Angelina Ducena, que se casou com o rei Manfredo da Sicília.
- Ana Comnena Ducena, que se casou primeiro com Guilherme II de Vilearduin de Acaia e, depois, Nicolau II de Saint-Omer, senhor de Tebas.

Com uma amante, Miguel II teve pelo menos outros dois filhos:
- João I Ducas, que o sucedeu como monarca da Tessália.
- Teodoro Ducas.